# Емілія Лепіда
Емілія Лепіда (9 — 36) — давньоримська матрона часів ранньої Римської імперії.

## Життєпис
Походила з патриціанського роду Еміліїв. Донька Марка Емілія Лепіда, консула 6 року н. е. Дружина Друза Юлія Цезаря, сина Германіка. Переслідувала свого чоловіка різними звинуваченнями, у підсумку в 31 році той був поміщений до в'язниці за наказом імператора Тіберія, а у 33 році помер там від голоду.
У 36 році Лепида була звинувачена донощиками в перелюбстві з рабом. Зважаючи на неспростовність звинувачення, наклала на себе руки.